# فرودگاه ربون
فرودگاه ربون (به انگلیسی: Rebun Airport) یک فرودگاه همگانی است که یک باند فرود آسفالت بتن دارد و طول باند آن ۸۰۰ متر است. این فرودگاه در کشور ژاپن قرار دارد .